# Andalusita
L'andalusita és un mineral silicat, membre de la sèrie dels aluminosilicats, la qual també inclou polimorfs com la cianita i la sil·limanita. La seva fórmula és: Al₂SiO₅. Dels tres minerals de la sèrie, l'andalusita representa el de més baixa temperatura i mitjana pressió. A altes temperatures, l'andalusita es converteix en sil·limanita. Com la resta de polimorfs de la sèrie, l'andalusita proporciona valiosa informació sobre les condicions de metamorfisme a les quals ha estat sotmesa la roca en la que es troba.

## Localització
L'andalusita és un mineral típic de metamorfisme, format a baixes pressions i un ampli interval de temperatures. L'andalusita va ser estudiada per primera vegada per Werner, a partir d'exemplars procedents d'Espanya. Tant aquest mineralogista com Jean-Claude Delamétherie, van creure que els exemplars procedien d'Andalusia, per la qual cosa el segon li va donar al mineral el nom que ara porta. Tanmateix, sembla que els exemplars que van estudiar procedien del Cardoso de la Sierra (Guadalajara), un poble que van creure que estava situat a Andalusia. Conseqüentment s'hauria de considerar el Cardoso com la localitat tipus de l'andalusita, probablement el jaciment situat al paratge de El Zahurdon. L'error va ser perpetuat per altres autors posteriors, que van considerar com a procedència original la província d'Almeria, i es manté en la majoria dels llibres, fins i tot moderns.
A Catalunya s'ha trobat andalusita a la mina Juanita, a la muntanya de Sant Pere Màrtir (Barcelonès, Barcelona), al Cap de Creus, a Cadaqués (Alt Empordà, Girona) a la mina Victòria, a Arres (la Vall d'Aran, Lleida) i a la mina Atrevida i a la Coma Fosca, la Roca de Ponent i Sant Miquel a Vimbodí i Poblet (Conca de Barberà, Tarragona).

## Varietats
La varietat més coneguda és la quiastolita, que generalment conté inclusions de carboni o argila distribuïdes en forma de creu. Aquesta varietat va ser descrita per primer cop a Andalusia (Espanya), i es pot usar com a gemma. La quiastolita es troba associada amb esquists micàcis. A continuació s'hi poden observar diferents espèciments de quiastolita amb la típica creu formada per matèria orgànica (carboni) o argila.

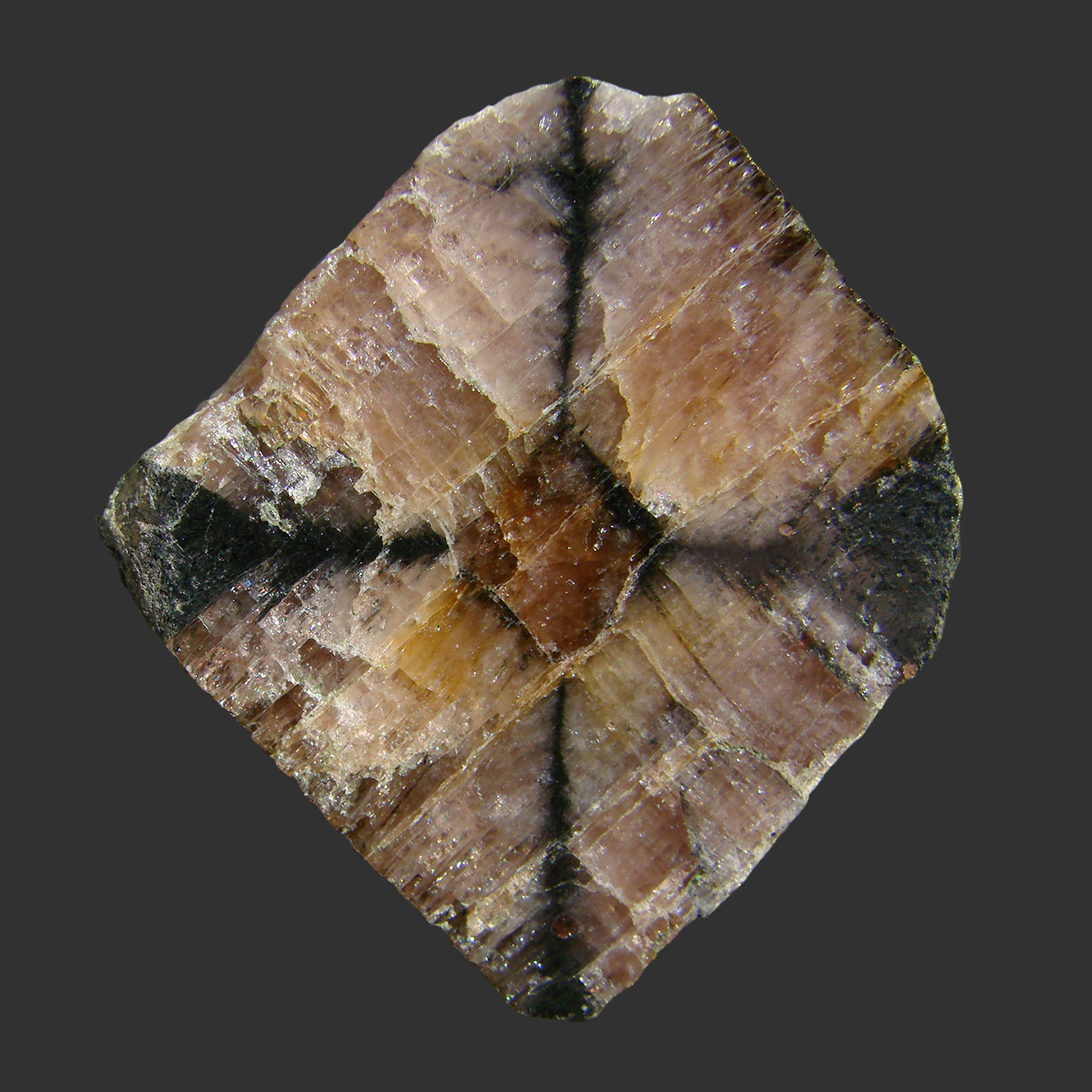
Quiastolita
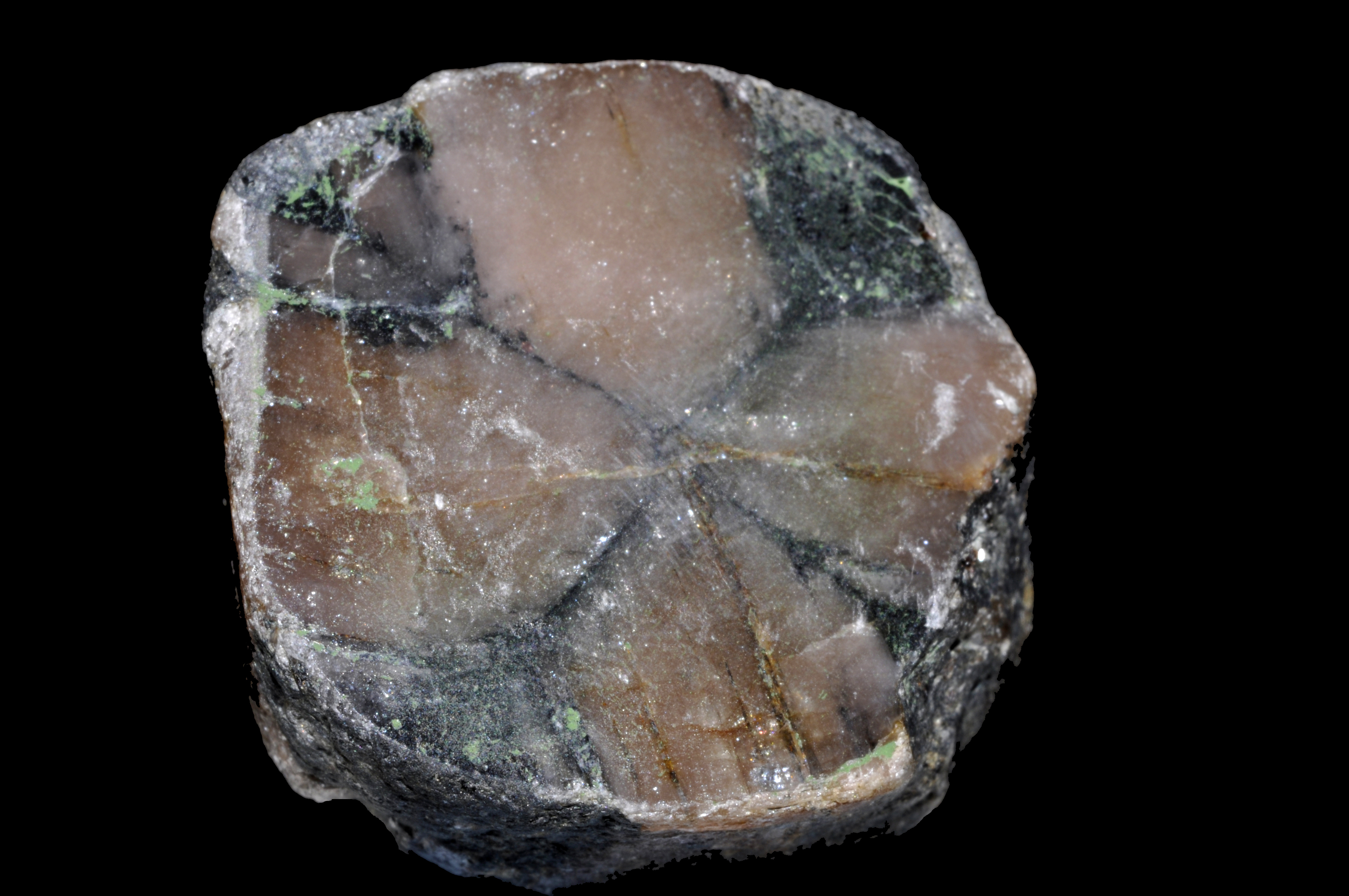
Quiastolita de la Xina
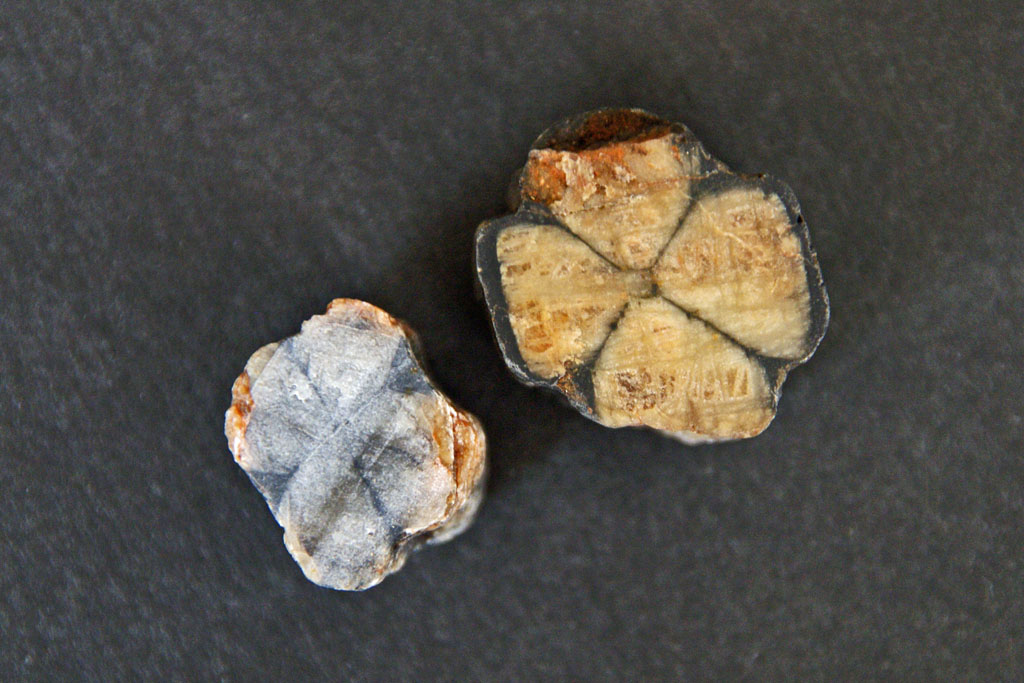
Quiastolita
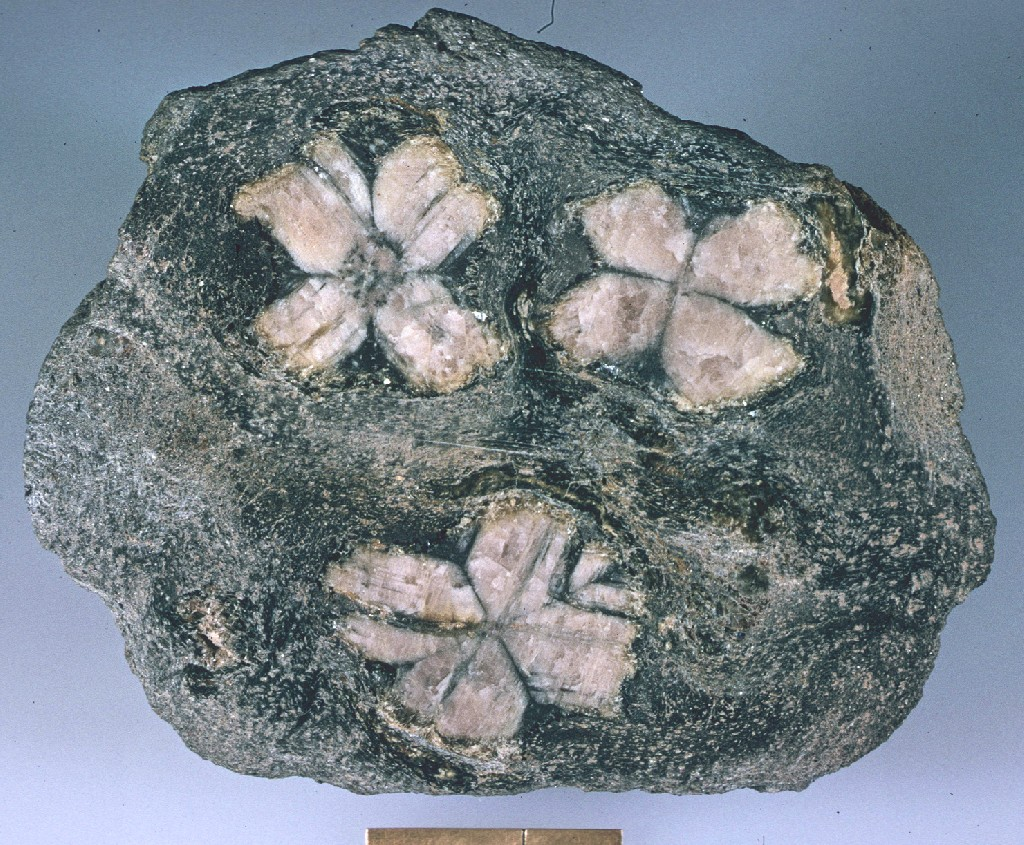
Quiastolita
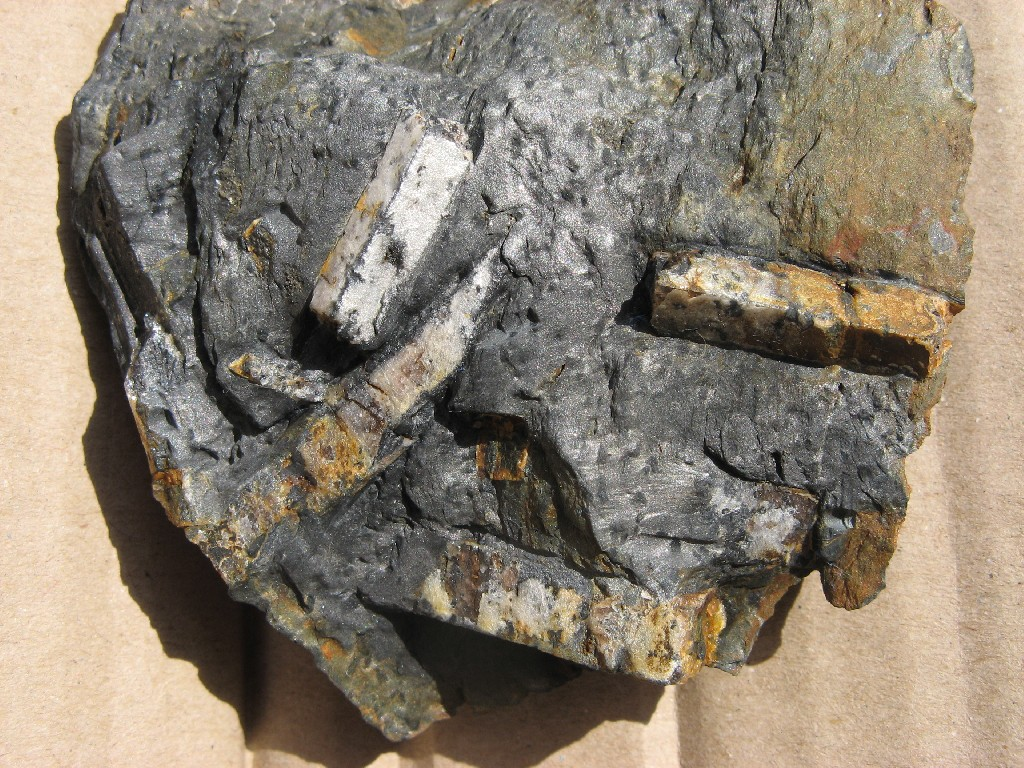
Quiastolita